# Rio Água Amarela
Rio Água Amarela är ett vattendrag i Brasilien.   Det ligger i delstaten Paraná, i den södra delen av landet, 1 100 km söder om huvudstaden Brasília.
I omgivningarna runt Rio Água Amarela växer huvudsakligen savannskog. Runt Rio Água Amarela är det glesbefolkat, med 9 invånare per kvadratkilometer.